# Molala (taal)
Molala (Molele, Molale, Molalla) is de uitgestorven en weinig bekende taal van de Molala, die langs de westkant van de Cascade Range in Centraal-Oregon woonden. In het midden van de 19e eeuw vestigden blanken zich in het Molalagebied. De Molala werden verjaagd, uitgedund door blanke ziekten en kwamen ten slotte in het Grand Ronde Reservation terecht, waar hun taal en cultuur verdwenen. De laatste spreker van Molala stierf in 1958.
Er zijn drie dialecten van het Molala bekend:
- Northern Molala, gesproken in het zuiden van Oregon in de Cascade Range.
- Upper Santiam Molala, gesproken langs de bovenloop van de Santiamrivier in de Cascades in Centraal-Oregon
- Southern Molala, gesproken in het zuiden van Oregon in de Cascade Range.

Vroeger werd gedacht dat Molala nauw verwant was aan het Cayuse, en werden beide talen bij elkaar geplaatst in de Waiilatputalen. Tegenwoordig wordt Molala vaak gezien als onderdeel van een Plateau-Penutische taalfamilie, samen met de Sahaptische talen en met Klamath-Modoc. Het Plateau-Penutisch wordt door veel taalkundigen als een waarschijnlijke hypothese gezien. De veronderstelde familie van de Penutische talen, waarvan de Plateau-Penutische talen op hun beurt onderdeel zouden uitmaken, is meer omstreden.